# Ernst Friedrich von Holtzmann

Feldgeschütz auf Lafette (rechts) mit Protze und Kutschbock (links)
Holtzmann führte sie in die preußische Armee ein

Ernst Friedrich von Holtzmann (* vor 1706 in Berlin; † 16. Oktober 1759 zu Berlin) war königlich preußischer Oberst und hat mit seinen Erfindungen maßgeblich zu Entwicklung der preußischen Artillerie beigetragen. Er wurde 1741 Kommandeur des 2. Artilleriebataillons. Am 11. April 1741 wurde er vom preußischen König Friedrich II. mit seinen Brüdern in den Adelsstand erhoben. Er war einer der wichtigsten und erfolgreichsten Ausbilder der Preußischen Armee.

## Leben
Er entstammte einer gutbürgerlichen Berliner Familie. Er war der älteste Sohn des Majors und Feuerwerksmeisters Johann Heinrich Holtzmann († 1724 in Berlin). Seine Brüder Johann Heinrich (1706–1776) und Georg Ludwig († 26. Januar 1754) waren ebenfalls bei der Artillerie.
Im Jahr 1711 folgte er seinem Vater und kam zur Artillerie. Dort wurde er 1718 Souslieutenant, 1729 Hauptmann, 1741 Oberstleutnant und Kommandeur des 2. Artilleriebataillons und zuletzt 1747 Oberst. Während des Siebenjährigen Krieges befehligte er zunächst die Artillerie des Korps Lehwaldt und, nach der Ablösung von Lehwaldts, des Korps Dohna. Er starb überraschend 1759 in Berlin an einem Schlaganfall.
Holtzmann war zeit seines Lebens Erfinder und Konstrukteur, zur Freude seines Königs bezahlte er aber die Kosten der Versuche häufig aus eigener Tasche. Er verbesserte die Kammergeschütze und führte die Kastenprotzen in der Armee ein. Deren Einführung trug wesentlich dazu bei, die Lenkbarkeit und Beweglichkeit der Geschütze zu erhöhen. 1742 wurden auch Munitionskästen auf die Protzen montiert.
Er war verheiratet. Ein Sohn starb 1803 als Major a. D.